# Grenville Channel

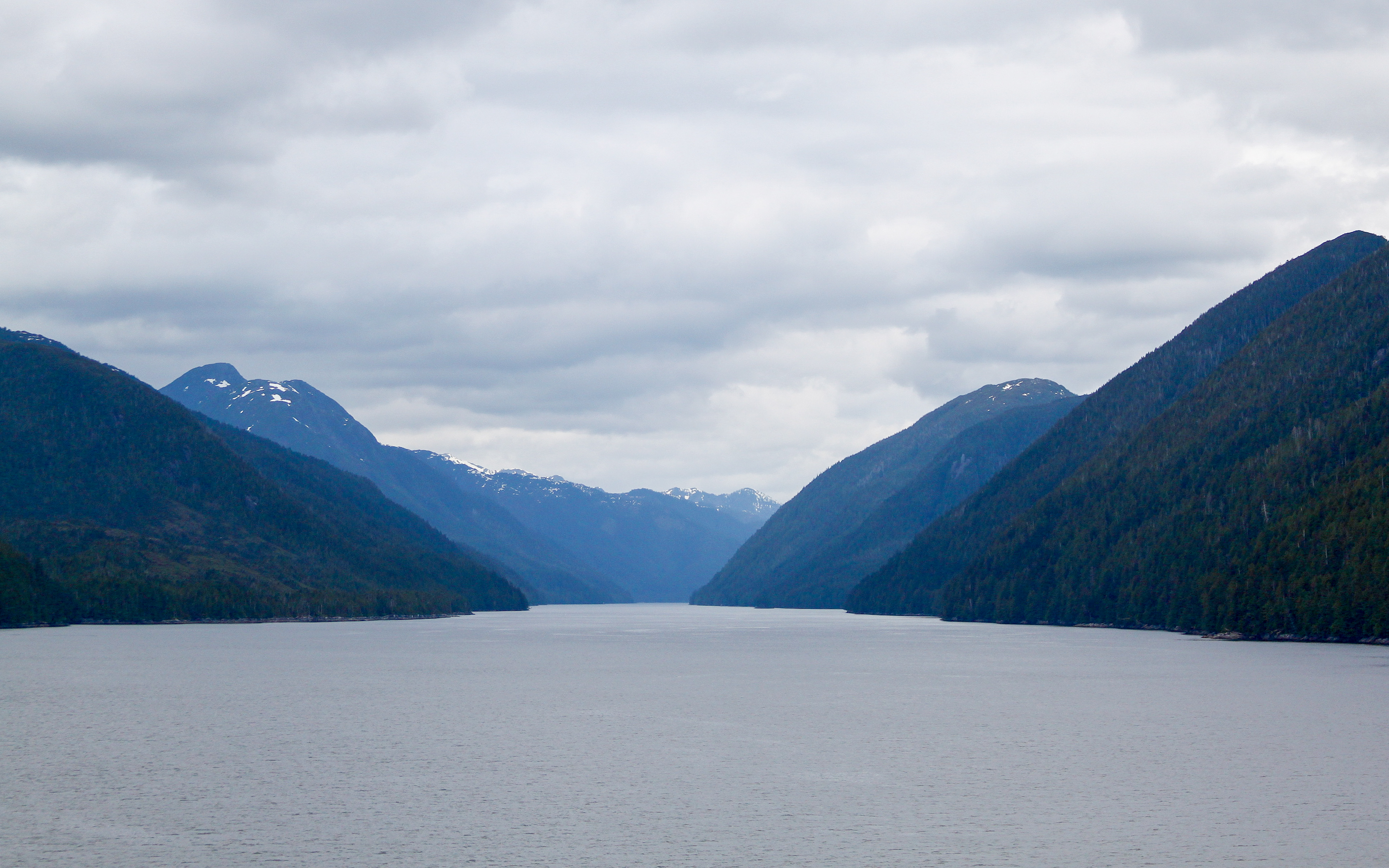
Grenville Channel

Het Grenville Channel is een zeestraat in het westen van Brits-Columbia in Canada. Het is onderdeel van de Inside Passage-scheepvaartroute.

## Geografie
De zeestraat heeft een lengte van 83 kilometer land en ligt tussen het vasteland van Canada in het noordoosten en Pitt Island en Farrant Island in het zuidwesten. Op het smalste punt is ze 370 meter breed. De beide oevers zijn bergachtig en dicht bebost. In het noordwesten sluit ze aan op het Ogden Channel (richting het zuidwesten), op de Arthur Passage (richting noordwesten) en de Telegraph Passage (noordwaarts). Ten noordwesten van het noordwestelijk uiteinde liggen Porcher Island en Kennedy Island. Op de zeestraat monden de Kumealon Inlet, Baker Inlet, Kxngeal Inlet, Klewnuggit Inlet, Lowe Inlet en Union Passage uit. In het zuidoosten mondt de zeestraat uit op de Wright Sound.
Het waterlichaam ligt in de mariene ecoregio Noord-Amerikaans Pacifisch Fjordland.